# Knøsen

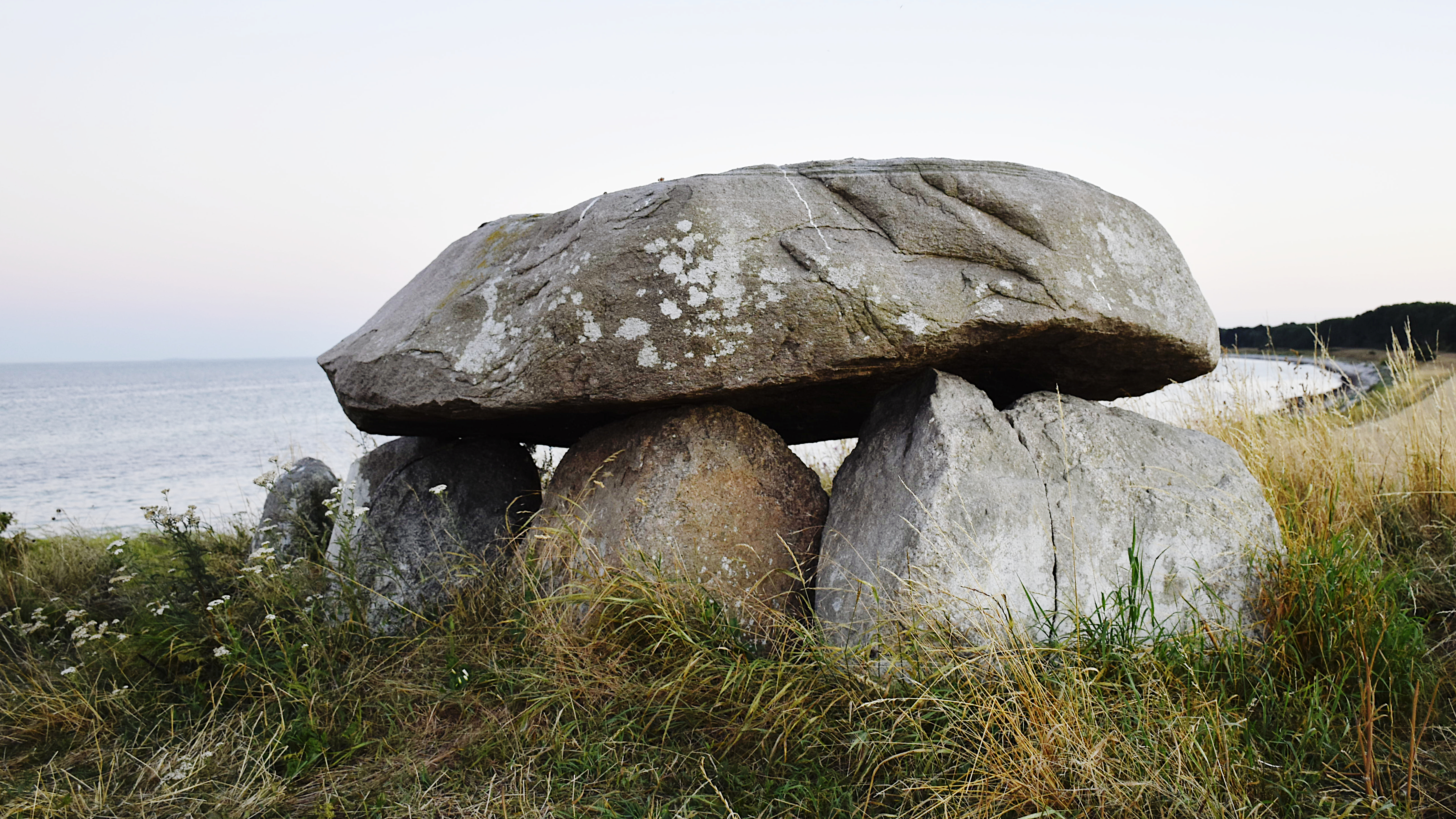
Ørby Runddysse oder Knøsen

Der Knøsen (auch Ørby Runddysse genannt) ist ein Ganggrab aus rotem Granit bei Ørby auf der dänischen Insel Samsø. Er stammt aus der Jungsteinzeit etwa 3500–2800 v. Chr. und ist eine Megalithanlage der Trichterbecherkultur (TBK).
Der Name bedeutet „Bursche“. Er liegt direkt am Strand, südlich des Hafens von Ballen. Lauritz de Thurah beschrieb schon 1758 das Ganggrab. Es wurde 1930 von Julius Raklev (1878–1960) restauriert. 
Die ovale Kammer liegt in einem 1,5 m hohen Rundhügel von etwa 13,0 m Durchmesser und besteht aus sechs Stützsteinen und dem riesigen Deckstein. Er hat im westlichen Teil Schälchen, ist etwa 3,0 Meter lang, 2,3 Meter breit und 0,7 Meter dick. 
Die Kammer ist etwa 2,1 m lang, 2,0 breit und 1,0 m hoch. Zwischen den Tragsteinen befindet sich Trockenmauerwerk. In der Südostseite der Kammer gibt es eine Gangöffnung. Der Gang ist 1,6 m lang und 0,6 m breit. Er besteht aus vier Seitensteinen, zwischen denen sich Trockenmauerwerk befindet.
Der Legende nach wurde er vom Riesen von Røsnæs geworfen.
In der Nähe liegen die Doppelganggräber von Pillemark und Rævebakken.